# Kwintet Stephana

Kwintet Stephana (JWST, 2022)

Kwintet Stephana (również Hickson 92, Arp 319) – zwarta grupa galaktyk powiązanych ze sobą grawitacyjnie. Została odkryta w 1877 roku przez Édouarda Stephana z Uniwersytetu w Marsylii. Była to pierwsza odkryta grupa tego typu. Znajduje się w konstelacji Pegaza.
Grupa ta stanowi mieszankę galaktyk spiralnych, spiralnych z poprzeczką i eliptycznych zniekształconych wzajemnymi oddziaływaniami. Wizualnie do Kwintetu Stephana należy pięć galaktyk, jednak powiązane wzajemnymi oddziaływaniami są cztery z nich. Galaktyki NGC 7317, NGC 7318A, NGC 7318B oraz NGC 7319 są powiązane ze sobą, natomiast NGC 7320 jest galaktyką intruzem, widoczną na pierwszym planie. Przeprowadzone w 1961 roku badania przesunięcia ku czerwieni wykazały, że największa galaktyka z grupy NGC 7320 w rzeczywistości oddala się od nas z mniejszą prędkością niż pozostałe. NGC 7320 znajduje się w odległości 40 milionów lat świetlnych, a pozostałe leżą w odległości około 290 milionów lat świetlnych.
Jednak zdaniem niektórych astronomów smugi materii łączą galaktykę NGC 7320 z galaktykami grupy. Oznaczałoby to, że przesunięcie ku czerwieni tej galaktyki wskazuje na jej bardzo dużą prędkość względem sąsiadek. Wskazywałoby to również na to, że porusza się ona w kierunku Ziemi, przez co zmniejsza się jej całkowita prędkość oddalania się oraz przesunięcie w widmie. Możliwe jest również, że przesunięcie ku czerwieni nie jest pochodną od tego ruchu. Kwintet Stephana jest więc szczególnie ważny dla małej grupy astronomów uważających, że nie każde przesunięcie ku czerwieni wynika z rozszerzania się Wszechświata, a prawo Hubble’a nie jest prawem uniwersalnym.
Na zdjęciu gromady wykonanym przez Kosmiczny Teleskop Spitzera zaobserwowano jedną z najrozleglejszych fal uderzeniowych. Fala ta (zielony łuk na zdjęciu) powstaje w wyniku uderzenia jednej z galaktyk w drugą z prędkością ponad miliona km/h. Źródłem fali jest galaktyka NGC 7318B. Ogromna fala uderzeniowa, zbudowana z gorącego wodoru, jest większa niż Droga Mleczna. Została wykryta przez Calar Alto Observatory w Hiszpanii w zakresie widzialnym. NGC 7318B, uderzając w gaz wypełniający grupę, podgrzewa atomy wodoru poprzez falę uderzeniową i pobudza je do świecenia.

## Galaktyki Kwintetu Stephana
| Nazwa                 | Odległość w mln ly | Typ         | Rektascensja (J2000) | Deklinacja (J2000) | Redshift (km/s) | Wielkość gwiazdowa |
| --------------------- | ------------------ | ----------- | -------------------- | ------------------ | --------------- | ------------------ |
| NGC 7317              | 290                | E4          | 22h 35m 51,9s        | +33° 56′ 42″       | 6599 ± 26       | +14,6              |
| NGC 7318A (UGC 12099) | 290                | E2 pec      | 22h 35m 56,7s        | +33° 57′ 56″       | 6630 ± 23       | +14,3              |
| NGC 7318B (UGC 12100) | 290                | SB(s)bc pec | 22h 35m 58,4s        | +33° 57′ 57″       | 5774 ± 24       | +13,9              |
| NGC 7319              | 290                | SB(s)bc pec | 22h 36m 03,5s        | +33° 58′ 33″       | 6747 ± 7        | +14,1              |
| NGC 7320              | 40                 | Scd         | 22h 36m 03,5s        | +33° 56′ 54″       | 786 ± 20        | +12,5              |

## Galeria zdjęć

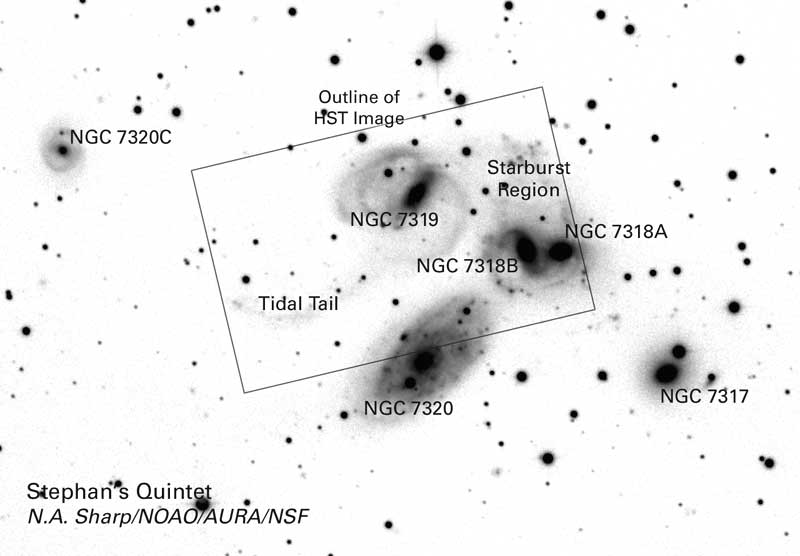
Poszczególne galaktyki
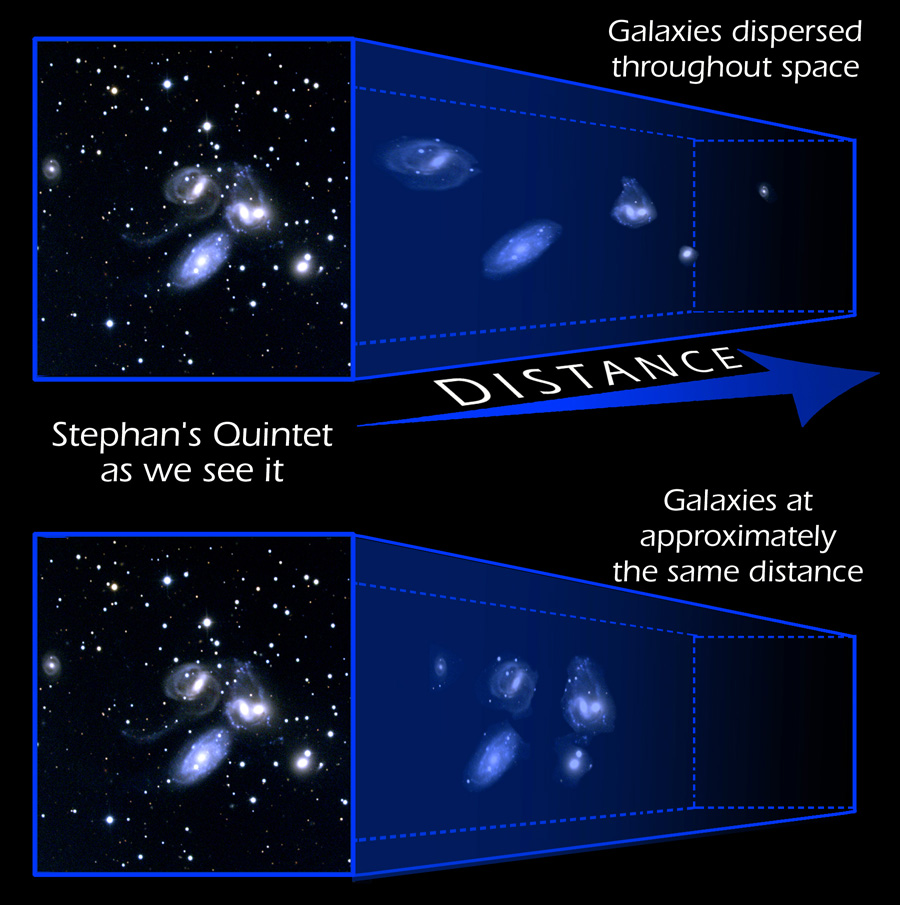
Dystans pomiędzy galaktykami
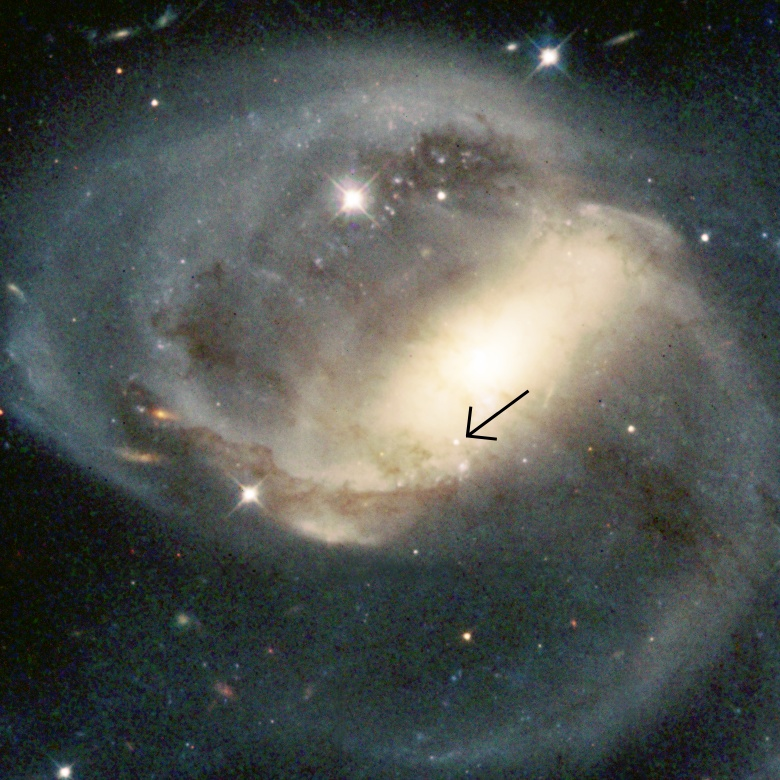
NGC 7319; strzałka wskazuje prześwitujący przez galaktykę kwazar